# 万柳车辆段
39°58′48.37″N 116°17′32.66″E / 39.9801028°N 116.2924056°E
万柳车辆段是北京地铁10号线的一个车辆段，位于海淀区海淀街道巴沟路北侧，万泉河路西侧，车辆段内设18条轨道，担负全线的车辆检修和维护，占地17.4万平方米。万柳车辆段绿化面积达10万平方米，更有屋顶花园式的绿化。万柳车辆段建成初期，主要用于10号线的车辆修理保养工作及停车场，並借調车辆給予8号线。8号线2期北段于2011年底通车后，万柳车辆段不再担任8号线车辆的工作。